# Bahnhofsmission
Bahnhofsmission er en tysk, kristen hjælpeorganisation med gratis kontaktsteder på knap 100 banegårde i Tyskland. Organisationen hjælper som udgangspunkt et hvilket som helst menneske kvit og frit og anonymt og for det meste på tidpunkter, hvor andre ikke hjælper. Blandt andet hjemløse drager nytte af deres virke.